# Mark Keil
Mark Keil (Mountain View, 3 giugno 1967) è un ex tennista statunitense.

## Carriera
Ottenne il suo best ranking in singolare il 22 luglio 1991 con la 167ª posizione mentre nel doppio divenne il 2 ottobre 1995, il 32º del ranking ATP.
Specialista del doppio, in singolare ha vinto infatti solo un torneo challenger a Giacarta, in carriera ha conquistato la vittoria finale in cinque tornei del circuito ATP. Il suo primo successo è stato ottenuto al Tennis Channel Open nel 1992 in coppia con il connazionale Dave Randall; riuscì a ripetersi anche l'anno successivo sempre in coppia con Randall. In ben otto occasioni ha raggiunto la finale uscendone però sconfitto.

## Statistiche

### Singolare

#### Vittorie (0)
| Legenda tornei minori |
| Challenger (1)        |
| Futures (0)           |

| Numero | Data          | Torneo                       | Superficie | Avversario in finale | Punteggio |
| 1.     | 6 agosto 1990 | Jakarta Challenger, Giacarta | Cemento    | Scott Patridge       | 6-4, 6-2  |

### Doppio

#### Vittorie (5)
| Legenda                                                      |
| Grande Slam (0)                                              |
| ATP Tour World Championships / Tennis Masters Cup (0)        |
| ATP Super 9 / Tennis Masters Series (0)                      |
| ATP Championships Series / ATP International Series Gold (0) |
| ATP World Series / ATP International Series (5)              |

| Numero | Data              | Torneo                          | Superficie    | Compagno             | Avversari in finale           | Punteggio     |
| 1.     | 24 febbraio 1992  | Tennis Channel Open, Scottsdale | Cemento       | Dave Randall         | Kent Kinnear Sven Salumaa     | 4-6, 6-1, 6-2 |
| 2.     | 22 febbraio 1993  | Tennis Channel Open, Scottsdale | Cemento       | Dave Randall         | Luke Jensen Sandon Stolle     | 7-5, 6-4      |
| 3.     | 29 marzo 1993     | ATP Osaka, Osaka                | Cemento       | Christo van Rensburg | Glenn Michibata David Pate    | 7-6, 6-3      |
| 4.     | 6 marzo 1995      | Copenaghen Open, Copenaghen     | Sintetico (i) | Peter Nyborg         | Guillaume Raoux Greg Rusedski | 6-7, 6-4, 7-6 |
| 5.     | 11 settembre 1995 | Romanian Open, Bucarest         | Terra rossa   | Jeff Tarango         | Cyril Suk Daniel Vacek        | 6-4, 7-6      |

| Legenda tornei minori |
| Challenger (5)        |
| Futures (0)           |

| Numero | Data            | Torneo                              | Superficie    | Compagno       | Avversari in finale            | Punteggio     |
| 1.     | 23 aprile 1990  | Pretoria Challenger, Pretoria       | Cemento (i)   | Scott Patridge | Stefan Kruger Greg Van Emburgh | 6-7, 6-4, 6-4 |
| 2.     | 28 gennaio 1991 | Benin City Challenger, Benin City   | Cemento       | Scott Patridge | T. J. Middleton Ted Scherman   | 7-5, 6-7, 7-5 |
| 3.     | 22 aprile 1991  | Birmingham Challenger, Birmingham   | Terra verde   | Dave Randall   | Nelson Aerts Danilo Marcelino  | 1-6, 7-6, 6-2 |
| 4.     | 28 ottobre 1991 | Lambertz Open by STAWAG, Aquisgrana | Sintetico (i) | Byron Talbot   | Jan Gunnarsson Magnus Larsson  | 6-3, 3-6, 6-3 |
| 5.     | 21 ottobre 1996 | Brest Challenger, Brest             | Cemento (i)   | Donald Johnson | Kelly Jones Dave Randall       | 6-4, 6-2      |

#### Finali perse (8)
| Numero | Data              | Torneo                             | Superficie    | Compagno         | Avversari in finale              | Punteggio      |
| 1.     | 27 aprile 1992    | Verizon Tennis Challenge, Atlanta  | Terra verde   | Dave Randall     | Steve DeVries David Macpherson   | 3-6, 3-6       |
| 2.     | 2 novembre 1992   | ATP Buzios, Armação dos Búzios     | Cemento       | Tom Mercer       | Maurice Ruah Mario Tabares       | 6-7, 7-6, 4-6  |
| 3.     | 25 settembre 1995 | Swiss Indoors, Basilea             | Cemento (i)   | Peter Nyborg     | Cyril Suk Daniel Vacek           | 6-3, 3-6, 3-6  |
| 4.     | 27 gennaio 1997   | Croatian Indoors, Zagabria         | Sintetico (i) | Brent Haygarth   | Saša Hiršzon Goran Ivanišević    | 4-6, 3-6       |
| 5.     | 18 agosto 1997    | Waldbaum's Hamlet Cup, Long Island | Cemento       | T. J. Middleton  | Marcos Ondruska David Prinosil   | 4-6, 4-6       |
| 6.     | 2 febbraio 1998   | Open 13, Marsiglia                 | Cemento (i)   | T. J. Middleton  | Donald Johnson Francisco Montana | 4-6, 6-3, 3-6  |
| 7.     | 26 aprile 1999    | ATP Praga, Praga                   | Terra rossa   | Nicolás Lapentti | Martin Damm Radek Štěpánek       | 0-6, 2-6       |
| 8.     | 13 settembre 1999 | Tashkent Open, Tashkent            | Cemento       | Lorenzo Manta    | Oleg Ogorodov Marc Rosset        | 6(4)–7, 6(1)–7 |